# Giuseppe Dagnini
Giuseppe Dagnini (* 19. Mai 1866 in Bologna; † 19. Oktober 1928 ebenda) war ein italienischer Kardiologe und Chirurg.

## Familie
Er war ein Sohn von Callimaco Dagnini und Rosa Palmieri in Bologna.

## Ausbildung und Beruf
Nach Abschluss des Galvani-Gymnasiums schrieb sich Dagnini an der Universität Bologna für die Fächer Medizin und Chirurgie ein. Er arbeitete dann als Assistent von Pietro Albertoni (1849–1933) an dessen renommiertem Physiologischen Institut in Bologna und promovierte nach einigen Jahren physiologischer Forschung 1891 mit Auszeichnung über das Thema des biliären Chlorgehaltes. Er übernahm dann eine Assistentenstelle am Bologneser Ospedale Maggiore unter I. Cantalamessa, der sich vorwiegend mit der Entwicklung und Technik apparativer Diagnostik und graphischer Aufzeichnungsmöglichkeiten von Messwerten beschäftigte. Das Interesse an medizinischer Verfahrenstechnik blieb kennzeichnend für Dagninis klinische und experimentelle Arbeiten.
Dann wechselte er an die Universitätsklinik Bologna, zunächst als Assistent, später als Aiuto von A. Murri, wo er bis 1903 blieb. 1895 habilitierte er sich für spezielle Pathologie. 1903 wurde er zum Oberarzt am Ospedale Maggiore in Bologna berufen. 1919 zog er sich aus dem aktiven Berufsleben zurück.

## Leistung
Das Werk Dagninis ist insbesondere für die Entstehung der modernen europäischen Kardiologie von Bedeutung. Er publizierte über seltene Pulsphänomene und deren graphische Dokumentation (1894), über die Physiologie und Pathophysiologie des venösen Kreislaufs (ab 1896), über die Physiologie der Herzaktion und deren vegetativer Beeinflussung (1908), über Knotentachykardien, bradykarde AV-Knoten-Dissoziation, Digitalisblockade sowie über angeborene und erworbene Valvulopathien, Kardiomyopathien und adhäsive wie auch konstriktive Perikarditiden.
Ein weiterer Schwerpunkt war das Studium neurologischer Erkrankungen. Er beschrieb den okulokardialen Reflex 1908 sowie Tonus und Funktion bestimmter Muskeln (Mm. frontales) bei Hemiplegikern. Er beschäftigte sich mit der Semiologie der Augenbewegung, der Meningitis cerebrospinalis, dem Tabes dorsalis und interessierte sich für die Ophthalmoskopie (1911–1913). Auf Anregung der Medizinisch-Chirurgischen Gesellschaft von Bologna unternahm er 1918 eine Studie über die epidemische Influenza, die im Nachkriegs-Europa viele Opfer gefordert hatte. Weitere Arbeiten befassten sich mit asynergistischen Augenmuskelbewegungen, erblichen Muskelkrankheiten (z. B. Morbus Aran-Duchenne), Nervenkrankheiten, traumatischen Neurosen, Hysterie und epidemischen Enzephalomyelitiden (1924–1928).
Er war Präsident der Medizinisch-Chirurgischen Gesellschaft Bolognas (1922–1924) und Mitglied zahlreicher in- und ausländischer medizinischer Gesellschaften, fungierte als Mitherausgeber des Bullettino della Società medica chirurgica di Bologna und begründete das Fachjournal Le Malattie del cuore e dei vasi (später Cuore e circolazione).
In Bologna ist eine Straße nach ihm benannt (Via Giuseppe Dagnini).

## Werke
- Intorno ad un riflesso provocato in alcuni emiplegici collo stimolo della cornea e colla pressione sul bulbo oculare. Bull Sci Med (Bologna) 79 (1908) 380
- Analisi di alcune forme di alloritma cardiaca. Bologna 1908